# Molophilus (Molophilus) hecate
Molophilus (Molophilus) hecate is een tweevleugelige uit de familie steltmuggen (Limoniidae). De soort komt voor in het Neotropisch gebied.